# Lawrence (Kansas)

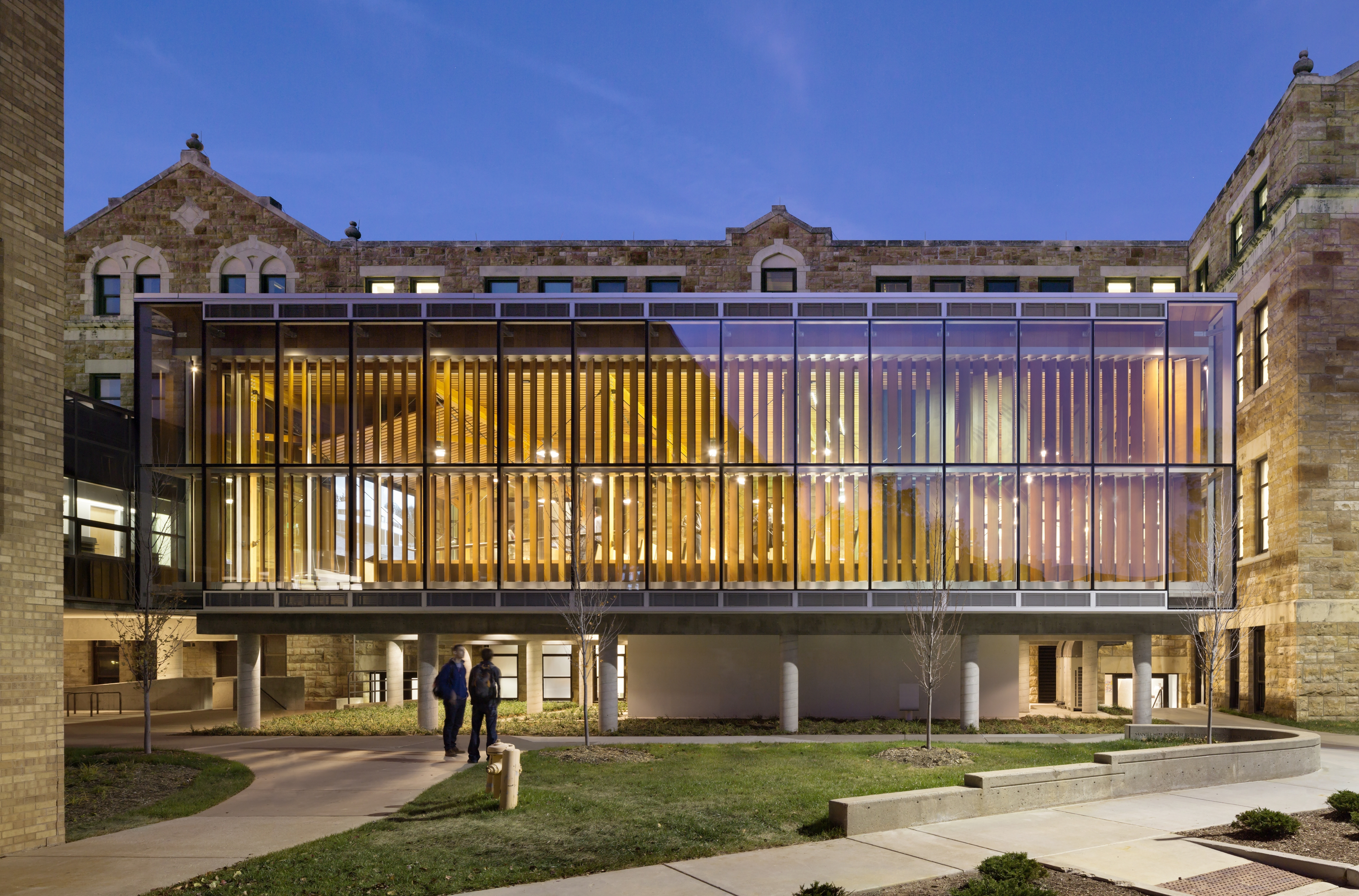
Marvin Hall, en la Universidad de Kansas

Lawrence es una ciudad situada en el condado de Douglas, Kansas, Estados Unidos. Tiene una población estimada, a mediados de 2023, de 96 207 habitantes.
Es la sede del condado.
Se encuentra entre el río Kansas, un afluente del río Misuri, y el río Wakarusa.
Es una ciudad universitaria, sede de la Universidad de Kansas y de la Haskell Indian Nations University. Aproximadamente 28 000 estudiantes asisten a la Universidad de Kansas. La Haskell Indian Nations University es la única universidad intertribal del país para nativos americanos y representa a más de 150 tribus de todo el país.

## Geografía
La ciudad está ubicada en las coordenadas 38°57′36″N 95°15′47″O / 38.96000, -95.26306 (38.960029, -95.26293).

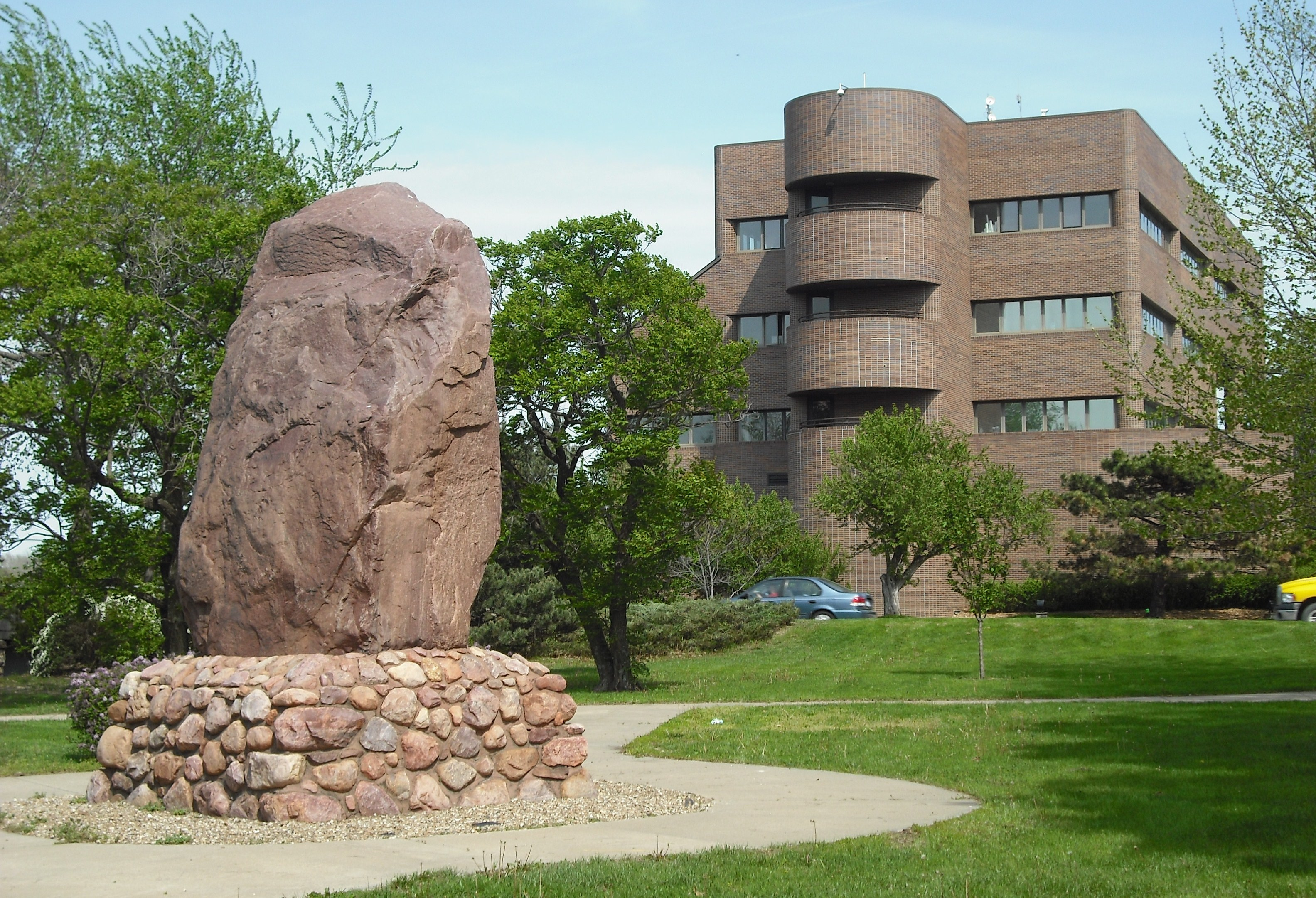
Edificio del Ayuntamiento

## Demografía
Según la estimación 2018-2022 de la Oficina del Censo, los ingresos medios de los hogares de la ciudad son de $59,963 y los ingresos medios de las familias son de $91,339. Los ingresos per cápita en los últimos doce meses, medidos en dólares de 2022, son de $36,032. Alrededor del 18.7% de la población está por debajo de la línea de pobreza.

## Historia
La ciudad fue fundada por colonos enviados por la New England Emigrant Aid Company, un movimiento abolicionista organizado para promover la inmigración antiesclavista en Kansas desde el noreste. Fue nombrada en honor a Amos Adams Lawrence, un comerciante y filántropo multimillonario de Boston que apoyaba a las organizaciones abolicionistas.
En junio de 1854  la compañía envió a dos exploradores, Charles Robinson y Charles Branscomb, para identificar una buena ubicación para una nueva ciudad. A inicios de agosto llegaron los primeros inmigrantes a la zona elegida.
Cuando Kansas se convirtió en el estado número 34 en 1861, la ciudad de Lawrence pasó a ser conocida como la sede de los jayhawkers, un grupo de activistas contra la esclavitud. En 1863, William Quantrill, un líder guerrillero confederado, reunió a un grupo de hombres para saquear la ciudad, destruyendo muchas casas y la mayor parte del distrito comercial. No obstante, la ciudad luego se reconstruyó y siguió creciendo.
El 12 de septiembre de 1866 se fundó en la ciudad la Universidad de Kansas.
La localidad ganó notoriedad en 1980 gracias a la película para la televisión El día después, en razón de que la película se centra en la ciudad y en sus alrededores.

## Cultura popular
- En la película The Day After (1983), la ciudad de Lawrence es blanco de un misil nuclear enviado por la Unión Soviética.
- En la serie de TV Supernatural, Lawrence es el lugar de nacimiento de los hermanos Dean y Sam Winchester.

## Ciudades hermanadas
- Hiratsuka, Kanagawa, Japón
- Eutin, Schleswig-Holstein, Alemania.
- Oiniades, Grecia Occidental, Grecia

## Personalidades destacadas
- El escritor William Burroughs, una de las principales figuras de la generación beat, falleció en la localidad.
- James Naismith, el inventor del baloncesto, falleció en esta ciudad en 1939.